# Puente San Miguel (Reocín)
Puente San Miguel (antiguamente, Bárcena la Puente) es la capital del municipio de Reocín, en Cantabria (España), y núcleo poblacional más importante del mismo, con 3064 habitantes (2023).
Está situado a una distancia de 29 kilómetros de Santander y tiene una altitud de 41 m s. n. m. En esta localidad se encuentra el jardín de la finca de la sociedad anónima Puente San Miguel, declarado Jardín Histórico en 1986 y la Casa de Juntas. Esta localidad está comunicada con Santander por el ferrocarril de ancho métrico Oviedo-Santander de Adif, operado por Renfe Cercanías AM.
En esta localidad se celebra cada 28 de julio el denominado Día de las Instituciones de Cantabria, con el que se conmemora la constitución en 1778 de la provincia de Cantabria en la casa de juntas de esta localidad, llamada entonces Bárcena la Puente.
En Puente San Miguel nacieron el militar Juan Manuel Pérez de Tagle y Gómez de La Sierra (1690-1750), el jugador de bolos Manuel Gándara Herrera, los empresarios Emilio Botín-Sanz de Sautuola y López (1903-1993) y Marcelino Botín-Sanz de Sautuola y López (1907-1971). También es originario de Puente San Miguel el piloto de rally Dani Sordo. En su término se halla la finca familiar del célebre naturalista Marcelino Sanz de Sautuola.

## Arquitectura religiosa
La iglesia parroquial fue construida en 1969, pero se levanta sobre una construcción anterior.
La ermita Nueve Valles fue un santuario medieval que se encuentra unido al puente del mismo nombre sobre el río Saja. El conjunto lo forman restos del ábside de la iglesia románica que descienden hasta el nivel del río. A principios de siglo actual la ermita se agrandó llegando casi hasta las vías del ferrocarril, pero en los años 20 se realizó una rehabilitación en estilo neorrománico con torre-campanario.

## Personajes ilustres
- Celia Barquín (1996–2018), golfista
- Emilio Botín (1934–2014), empresario y exdueño del Banco Santander
- José Gándara (1920–2010), ciclista
- Dani Sordo (1983), piloto de rallyv